# Dorfkirche Phöben

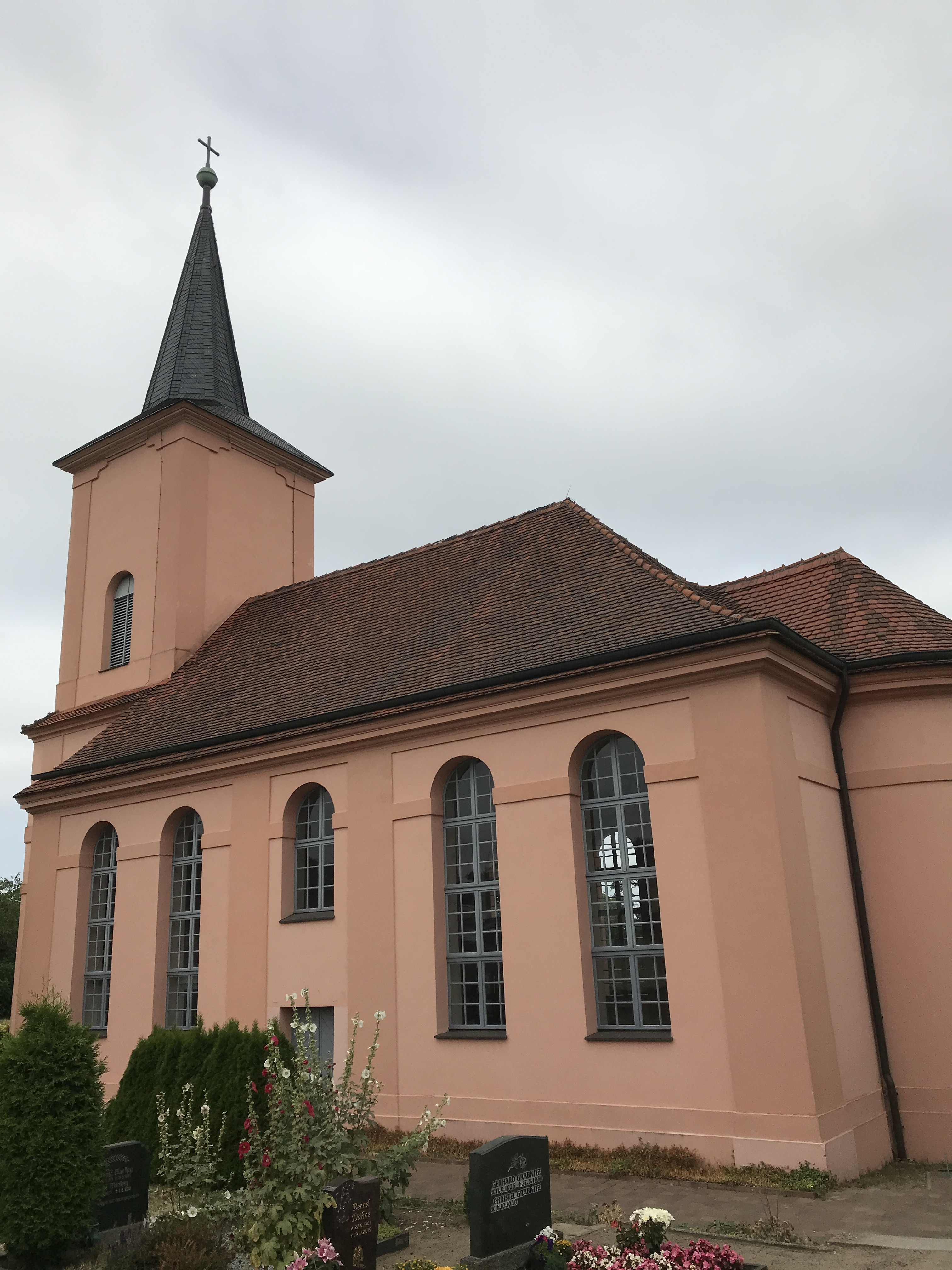
Dorfkirche Phöben

Die evangelische Dorfkirche Phöben ist eine Saalkirche in Phöben, einem Ortsteil der Stadt Werder (Havel) im Landkreis Potsdam-Mittelmark im Land Brandenburg. Die Kirchengemeinde gehört zum Kirchenkreis Mittelmark-Brandenburg der Evangelischen Kirche Berlin-Brandenburg-schlesische Oberlausitz.

## Lage
Die Hauptstraße führt in West-Ost-Richtung durch den Ort. Im historischen Ortskern zweigt die Straße An der Kirche nach Norden ab. Die Kirche steht nordwestlich dieser Kreuzung auf einem erhöhten Grundstück, das nicht eingefriedet ist.

## Geschichte
1313 war Phöben bereits Kirchdorf. Weitere Indizien für die Existenz einer Kirche finden sich in einem Schoßregister aus dem Jahr 1450. Dort sind für den Pfarrer zwei Hufe angegeben. Demnach muss es in dieser Zeit bereits eine Pfarrkirche gegeben haben. Gesichert ist dies für den Zeitraum von 1459 bis 1672. Danach wurde Phöben zur Filialkirche von Alt Töplitz, schließlich Filialkirche von Schmergow. Das Kirchenpatronat lag bis 1542 beim Kloster Lehnin, danach beim Landesherrn. Ob zwischenzeitlich ein Neu(auf)bau stattfand, ist nicht überliefert. Der unmittelbare Vorgängerbau wurde auf Befehl Friedrich II. abgerissen. Unter Beteiligung der Baubeamten Christian Friedrich(?) Feldmann, des Landbaumeister H. Berger und Pohlmann entstand eine neue Kirche. Die Maurerarbeiten erfolgten ausweislich einer Inschriftentafel im Turmgeschoss durch Johann Da(h)lbritz, während die Zimmerarbeiten durch Johann Ernst ausgeführt wurden. Bekannt ist ebenfalls, dass die Bauern sich weigerten, die ansonsten obligatorischen Hand- und Spanndienste zu leisten. So entstand die im 21. Jahrhundert vorhandene Kirche in den Jahren 1756 bis 1758. Sie wurde vor 1857 ausgebaut und dabei unter anderem um eine Apsis erweitert. Handwerker fügten den Turmaufsatz hinzu, vergrößerten die Fenster und veränderten die Putzgliederung. 1859 brachten Handwerker unter der Empore zwei weitere Stützen an. Anschließend konnte diese nach Osten vorgezogen werden, um Platz für die im selben Jahr angeschaffte Orgel zu schaffen. Die vorhandenen Brüstungsfelder kamen dabei erneut zum Einsatz. In den Jahren 1890 und 1891 kam es nur zu kleineren baulichen Veränderungen. Maurer setzten das Nordportal zu, das sich spiegelbildlich zum noch vorhandenen Südportal am Bauwerk befand. Bei einer Visitation im Jahr 1951 stellte W. Wendland einen Schaden am Kirchendach sowie am Dachboden fest. 1958 ließ die Kirchengemeinde den Innenraum renovieren. Die Ausmalung der Apsis sowie der Decke des Kirchenschiffs aus dem 19. Jahrhundert wurde dabei vermutlich entfernt. Unterhalb der Empore entstand eine Winterkirche; Altar und Lesepult wurden ausgetauscht. 1965 trugen Handwerker einen neuen, in seiner Gliederung leicht vereinfachten Außenputz auf. 1987 und 1988 erneuerten sie das Gestühl sowie den Fußboden. Eine umfassende Sanierung erfolgte in den Jahren 2003 bis 2005. 2004 entfiel die Pfarrstelle in Schmergow, so dass Phöben kirchlich wieder zu Alt Töplitz fiel. In den Jahren 1958 und von 2008 bis 2009 erfolgten Restaurierungen. 

## Baubeschreibung

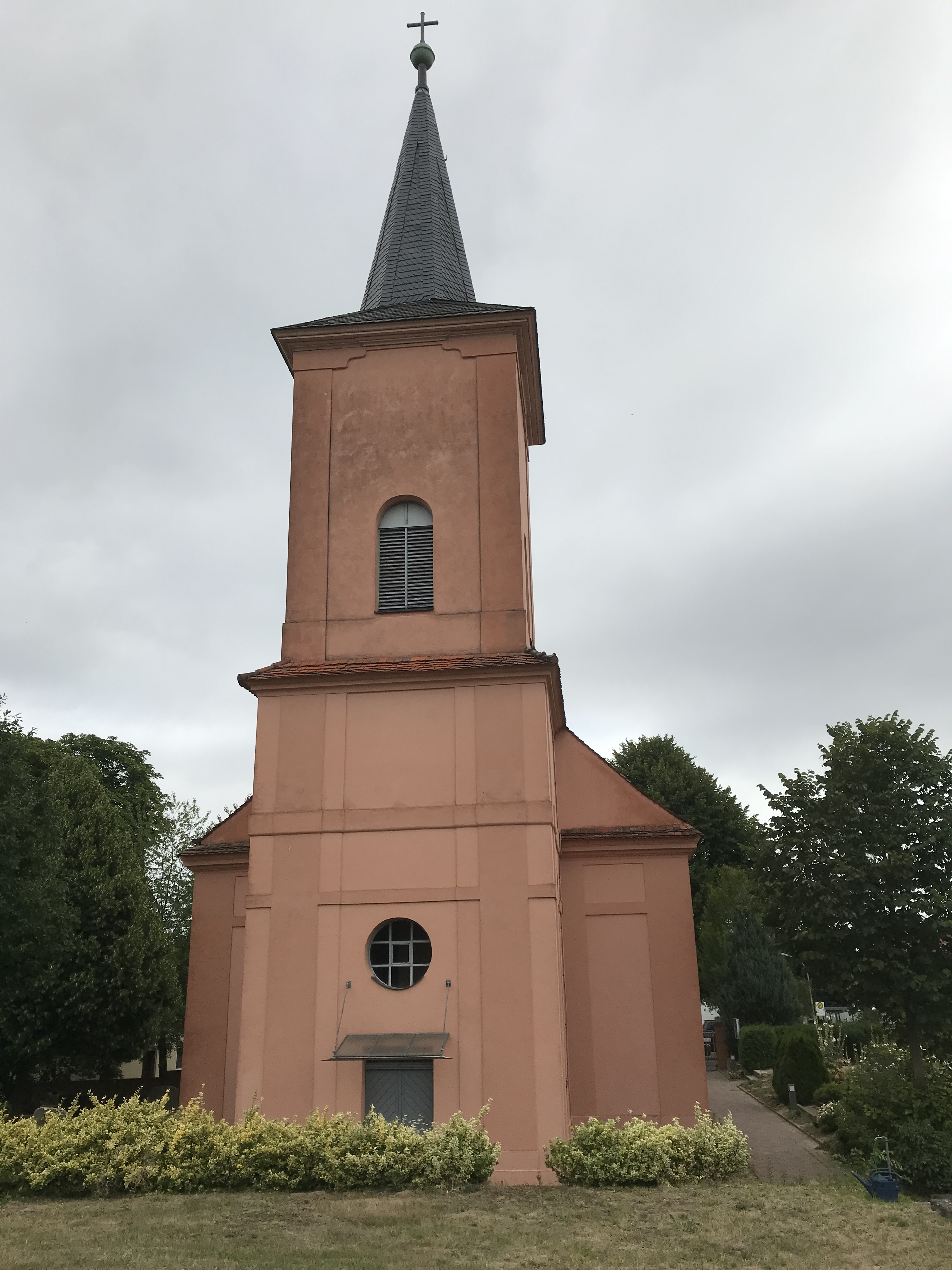
Ansicht von Westen

Das Bauwerk wurde im Wesentlichen aus Mauerstein errichtet, der anschließend verputzt wurde. Die Apsis ist halbrund. Der untere Sockelbereich ist zweifach profiliert, mittig ein Rundbogenfenster mit einem profilierten Kämpfer. Darüber ist ein weiteres, umlaufendes Band sowie am Übergang zum Dach eine Voute.
Das Kirchenschiff hat einen rechteckigen Grundriss. Auch dort findet sich der umlaufende Sockel als verbindendes Stilelement. Auf der Fassade wurden insgesamt fünf hohe Rundbogenfenster angeordnet. Sie erstrecken sich fast über die gesamte Höhe des Langschiffs. Sie wurden paarweise zu je zwei Fenstern im Osten und im Westen gegliedert. Dazwischen ist ein weiteres Fenster mit je einer seitlichen, breiten Lisene. Ein weiteres Band in Kämpferhöhe verbindet die Rundbögen. Die Ecken sind ebenfalls durch einen Putz betont. Die Südseite ist identisch aufgebaut. An Stelle des großen mittleren Fensters ist hier jedoch eine rechteckige Pforte, darüber ein kleines, hochgesetztes Fenster. Das rund 16 m lange und rund 11,5 m breite Schiff trägt ein schlichtes Satteldach mit einem profilierten Traufgesims, das nach Osten hin stark abgewalmt ist.
Der Westturm ist quadratisch und gegenüber dem Schiff stark eingezogen. Er ist mehrfach profiliert: Zwei breite Lisenen an der Westseite ziehen sich vom Erdgeschoss in das mittlere Geschoss. Mittig ist eine rechteckige Pforte, darüber ein Rundbogenfenster. An der Nord- und Südseite sind im Erdgeschoss zwei rundbogenförmige Blenden, die die Form der Fenster am Langhaus aufnehmen. Oberhalb eines Gesimses verjüngt sich der Turm. Dieser Teil entstand aus Fachwerk, das mit Mauerziegeln ausgemauert wurde. An jeder Seite ist eine große und rundbogenförmige Klangarkade. Die Ecken sind auch hier mit Lisenen betont. Darüber erhebt sich ein achtfach geknickter Turmhelm, der mit Turmkugel und Kreuz abschließt.

## Ausstattung
Die Kirchenausstattung stammt im Wesentlichen aus der Bauzeit der Kirche, darunter der Kanzelaltar mit einem hölzernen, polygonalen Kanzelkorb, der wohl 1856 entstand. Die Felder sind mit Rundbogenblenden gegliedert. 1958 verkürzte die Kirchengemeinde den Fuß und veränderte die Treppe. 2006 wurde die Kanzel farblich neu gefasst.
Die Fünte schuf ein bislang unbekannter Künstler vermutlich gegen Ende des 19. Jahrhunderts aus Terrakotta. Sie besteht aus einem polygonalen Aufsatz, der auf einem ebenfalls polygonalem Fuß steht, der mit neugotischem Maßwerk verziert ist. Die Hufeisenempore ruht auf toskanischen Säulen; darauf ist eine steht eine Orgel, die Gottfried Wilhelm Baer aus Niemegk im Jahr 1859 erbaute. Das Instrument verfügt über neun Register mit einem Manual und einem Pedal. Das Prospekt ist fünfteilig und wurde 2006 farblich neu gefasst. Zur weiteren Kirchenausstattung steht in der Südostecke eine Christusfigur, die vermutlich im 19. Jahrhundert entstand.
Der Innenraum der Kirche ist flach gedeckt; die Wände hell getüncht. Die Fenster in der Apsis stammen aus dem Jahr 2006 und sind mit einer abstrakten Verglasung in Rot-, Lila- und Orange-Tönen gehalten. Im Turm hängen zwei Glocken, die 1922 von der Firma Schilling und Lattermann gegossen wurden.